# Sík Csaba
Sík Csaba (Celldömölk, 1934. július 9. – Budapest, 1997. november 25.) magyar művészeti író, kritikus, művészettörténész.

## Életpályája
1952-1956 között az Eötvös Loránd Tudományegyetem Bölcsészettudományi Karának magyar szakos hallgatója volt. 1956-ban munkanélküli volt, majd néhány hónapig nevelőtanárként dolgozott; áthelyezték egy rákoskerti általános iskolába. 1957-1966 között a Magvető Könyvkiadó szerkesztője, 1966-1972 között főszerkesztője, 1972-1977 között irodalmi vezetője volt. 1977-1987 között a Móra Ferenc Könyvkiadó Kozmosz Fantasztikus Könyvek szerkesztőségének vezetője volt. 1988-ban megszervezte a Holnap Könyvkiadót, melynek 1988-1989 között igazgatója volt.
Kutatási területe a XX. századi modern irodalom és képzőművészet.

## Művei
- Brâncuşi (tanulmány, 1970)
- Rend és kaland (tanulmányok, 1972)
- Mindenkori mesterek (irodalmi-művészeti antológia, 1977)
- A Parthenon lovain innen és túl (tanulmányok, 1979)
- Ben Nicholson (esszé, 1980)
- Ars poeticák a XX. században (antológia, 1982)
- Picasso (tanulmány, 1985)
- Vilt Tibor (esszé, 1985)
- Sem kő, sem bronz, sem vászon (tanulmányok, 1985)
- Az értelem bilincsei. Esszék a 20. századi művészetről (tanulmányok, 1987)
- Művészet és forradalom (tanulmány, 1988)
- Örök törvény – új világ (tanulmányok, 1993)
- Szőnyi István poszterkönyv (1994)
- A századforduló magyar elbeszélői - Az Alerion madár vére (1994)
- Elbeszélők a két világháború között I. (szerkesztette, 1996)
- A Vass-Gyűjtemény; életrajzok, műtárgyjegyzék Pilaszanovich Irén; Art V. Premier, Bp., 1998

## Díjai
- József Attila-díj (1988)